# 桂花园乡
桂花园乡，是中华人民共和国湖南省怀化市洪江市下辖的一个乡，由怀化市直辖的洪江管理区实际管辖。

## 行政区划
桂花园乡下辖以下地区：
官团溪社区、茅头园村、优胜村、均冲村、楠木田村、桂花园村、堆边村、洪高村、渔梁村、铁溪村、滩头村、川山村和桃李园村。